# Окладне
Окла́дне — село в Україні, у Барській міській громаді Жмеринського району Вінницької області.

## Історія
12 червня 2020 року, відповідно до Розпорядження Кабінету Міністрів України № 707-р «Про визначення адміністративних центрів та затвердження територій територіальних громад Вінницької області», увійшло до складу Барської міської громади.
19 липня 2020 року, в результаті адміністративно-територіальної реформи та ліквідації Барського району, село увійшло до складу Жмеринського району.

## Населення

### Мова
Розподіл населення за рідною мовою за даними перепису 2001 року:
| Мова       | Відсоток |
| ---------- | -------- |
| українська | 99,68%   |
| російська  | 0,32%    |

## Пам'ятки
У селі є пам'ятка:

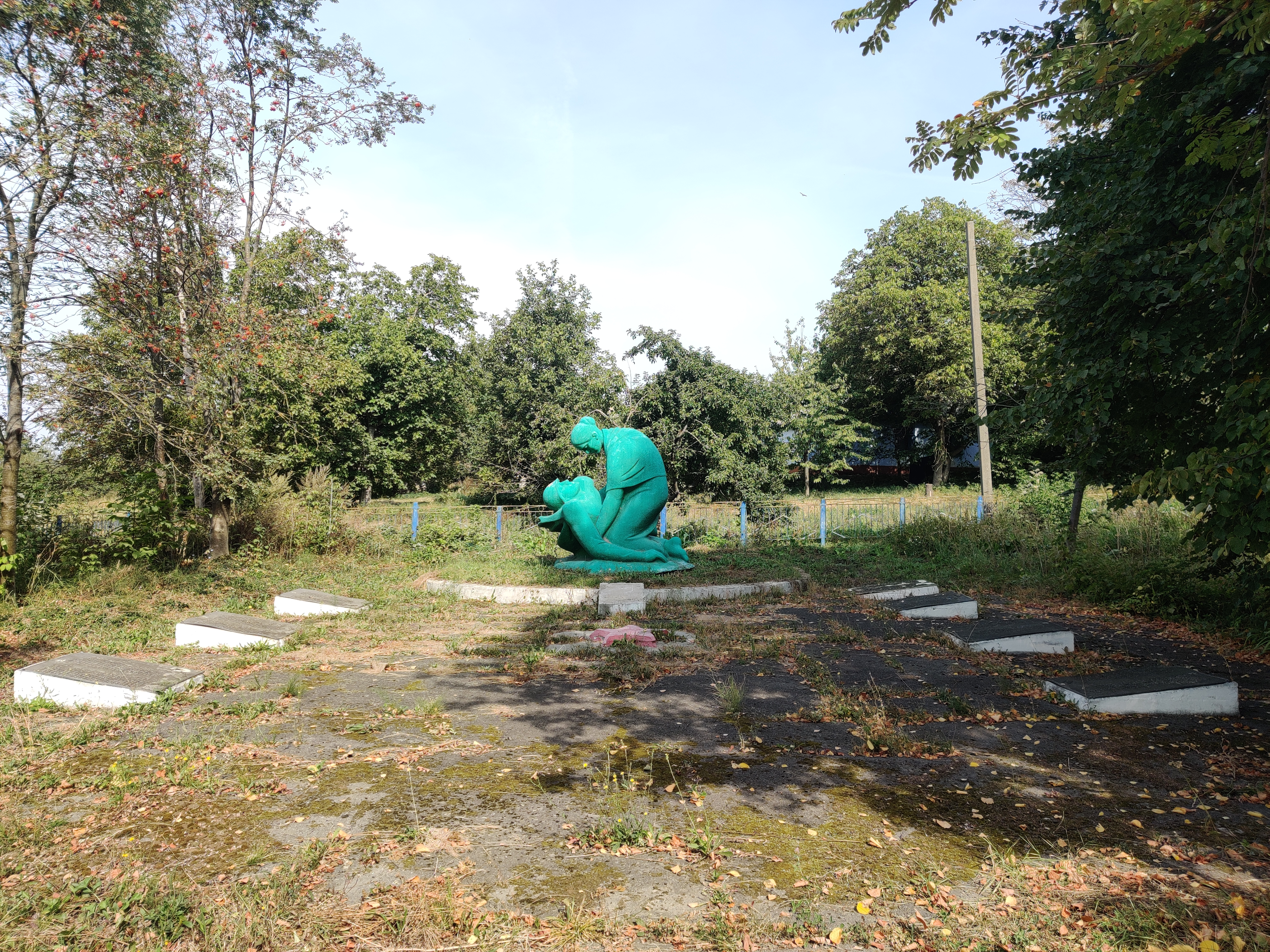
Пам'ятник 161 воїну-односельчанину, загиблому на фронтах ВВв

- Пам'ятник 161 воїну-односельцю, загиблому на фронтах Другої світової війни[4], споруджений 1983 року. Пам'ятка розташована в центрі села.